# Терраса на проспекте 25-го Октября
Терраса на проспекте 25 Октября (Балкон у большой дороги, Балкон на проспекте, Терраса у Карпиного пруда, Балкон близ каскады, протекающей из Чёрного озера) — терраса у современной главной улицы города Гатчина. Находится между Адмиралтейским и Трёхарочным мостами. Построена в конце XVIII века. По мнению специалистов принадлежит к числу лучших декоративных сооружений гатчинского Дворцового парка.

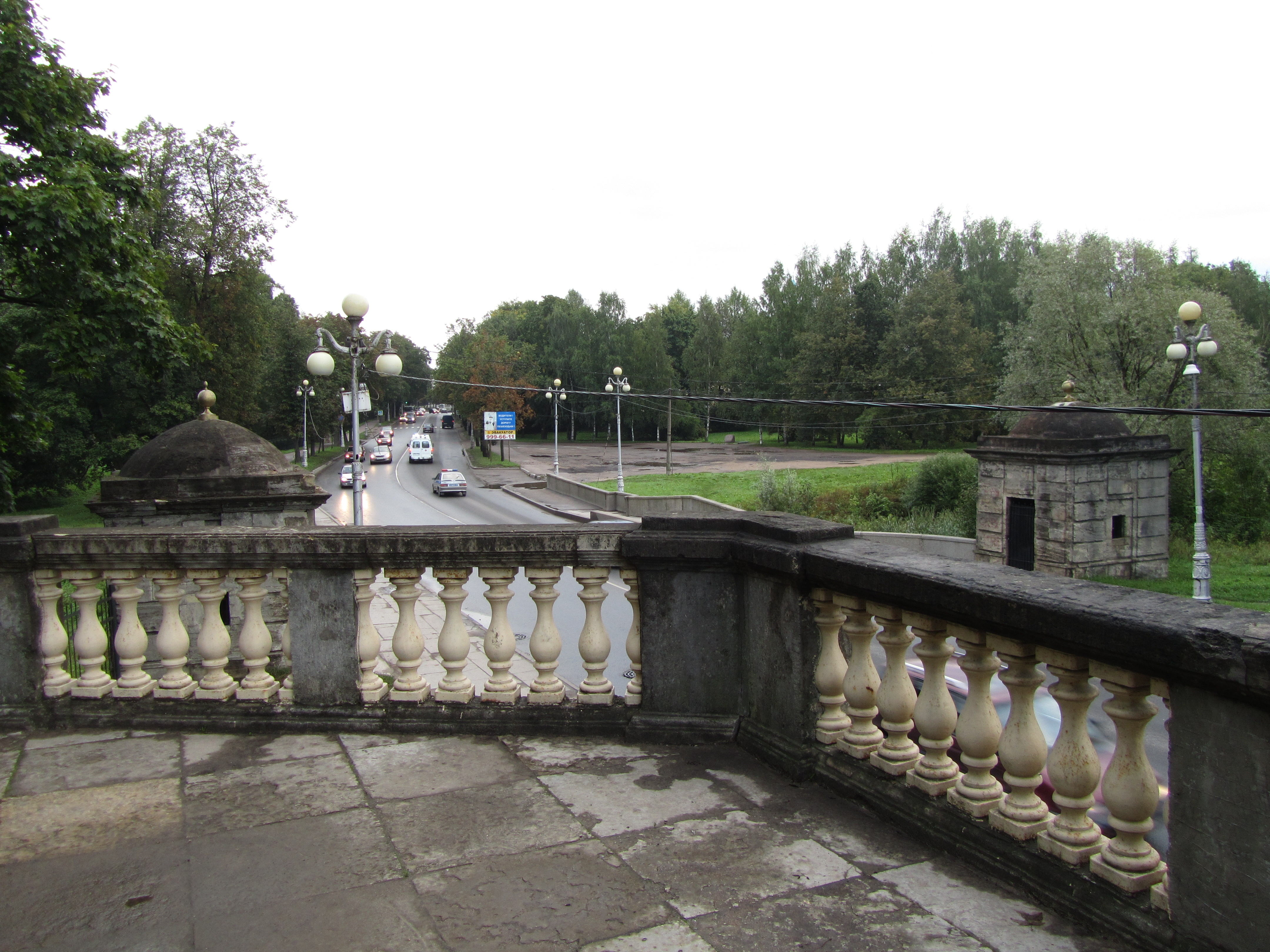
Вид с террасы в сторону проспекта. За балюстрадой видны кордегардии Адмиралтейского моста

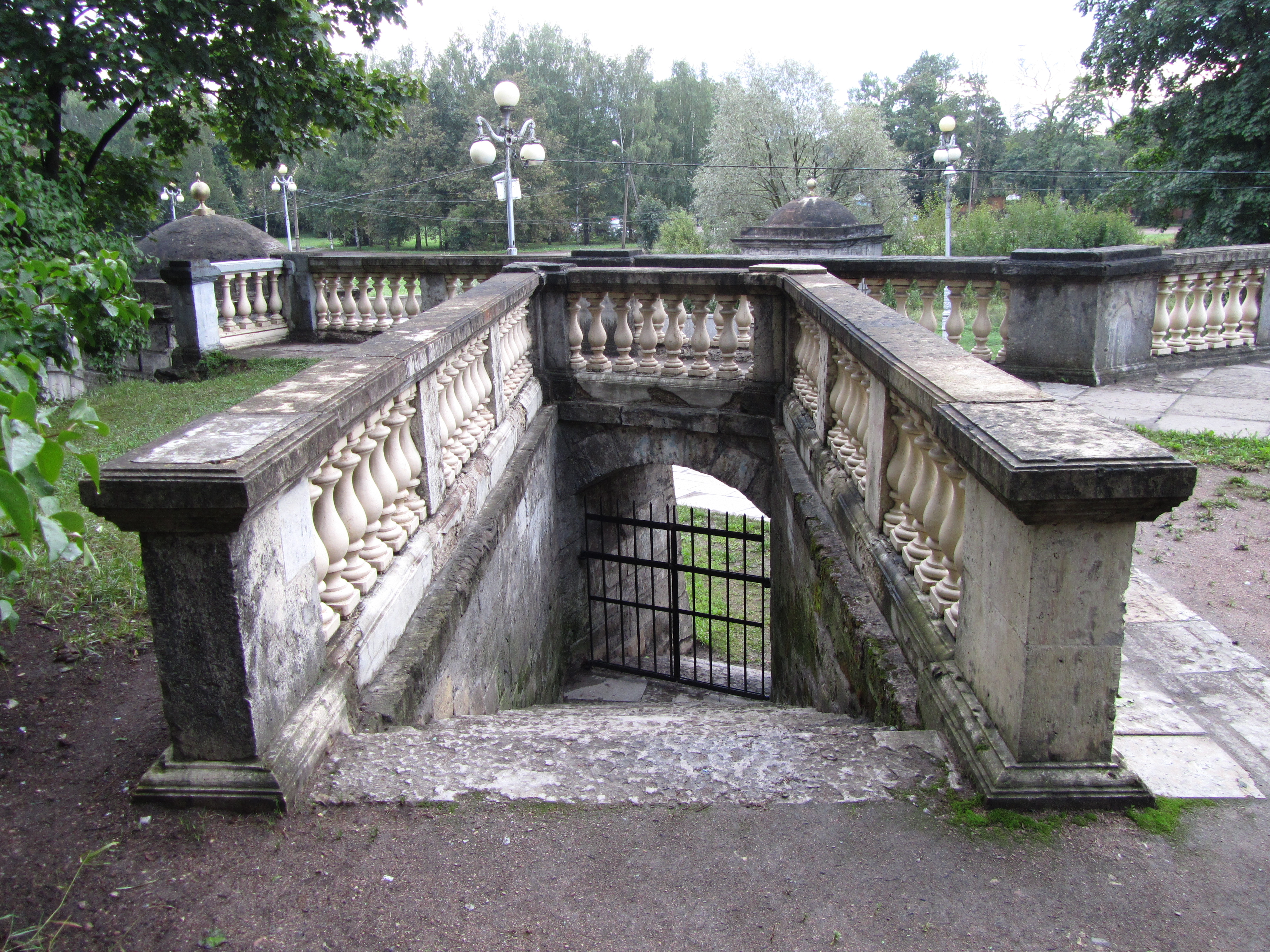
Вход на террасу с проспекта, вид сверху, 2014 год

Терраса была построена в 1792 году по проекту неизвестного автора.
В 1799—1800 годы по проекту Д. Висконти под наблюдением К. Висконти были возведены по сторонам так называемого «Старого балкона» пристройки с лестницами. По сохранившемуся договору с Карло Висконти, в его задачу входило сооружение «пристройки к Старому балкону, состоящему между каменным мостом и Коннетаблем, по правую сторону ведущей от Ингербурга ко дворцу дороги».
В 1849 году выполнен ремонт террасы:156—157.
В 1885 году скульптор К. О. Гвиди реставрировал облицовку террасы, заменив блоки пудостского камня черницким известняком:292.
Во время Великой Отечественной войны была частично разрушена балюстрада террасы, восстановлена в 1950-х годах. Позже, в конце 1980-х годов балюстрада вновь получила повреждения, устранённые уже в начале XXI века.
При ограждении в 2010-х годах территории Гатчинского музея-заповедника в проходах с лестницами были поставлены двустворчатые решётки, закрытые навесными замками. В настоящее время вход на террасу возможен только со стороны Дворцового парка.